# 중국의 반미감정

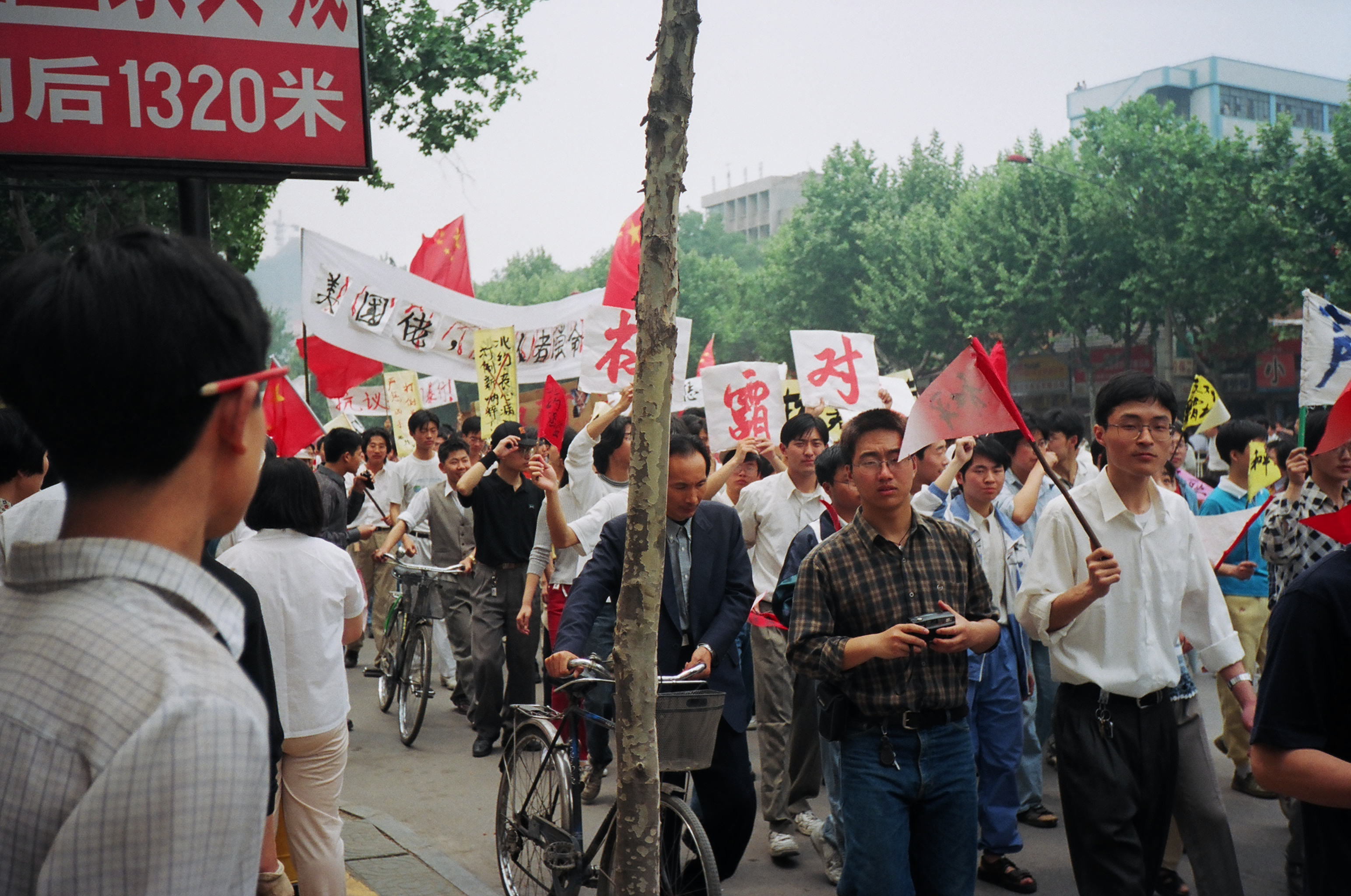
1999년 베오그라드의 중국 대사관에 대한 미국의 폭격 이후 난징의 반미 시위

중국에는 반미주의의 역사가 있다. 19세기 초 외국인에 대한 일반적인 경멸로 시작하여 1900년 미국 해병대가 다른 세력과 함께 진압에 참여한 의화단 운동으로 절정에 달했다. 미국에 거주하는 중국인에 대한 차별에 항의하기 위해 1905년 중국인이 미국 상품을 불매운동한 것은 중국인의 태도에 큰 부정적인 영향을 미쳤다. 국공내전 이후 미국과 중국은 한국전쟁 에서 선전포고 없이 전쟁을 벌여 14만8000명의 중국군이 전사했고 양측 모두에게 쓰라린 감정을 남겼다. 1970년대 이후 양국관계가 따뜻해졌으나 2010년대 후반 도널드 트럼프 미국 대통령이 중국과의 무역전쟁을 개시한 이후 대규모 반미감정이 크게 높아졌다.

## 역사

### 1905 보이콧
미국으로의 중국인 이민에 대한 엄격한 제한에 대응하여 미국에 거주하는 화교들은 중국인들이 미국 제품 구매를 거부하는 보이콧을 조직했다. 이 프로젝트는 미국에 기반을 둔 개혁 조직인 Baohuang Hui가 조직했다. 의화단 과는 달리 이 개혁가들은 근대화를 주도했다. 만주 정부는 의화단을 지지했지만 쑨원을 대표로 하는 이 개혁가들은 정부에 반대했다. 보이콧은 중국 남부와 중부의 상인과 학생들에 의해 발효되었다. 중국이 스탠더드 오일의 등유를 제외하고 미국산 제품을 거의 사지 않았기 때문에 경제에 미치는 영향은 미미했다. 워싱턴은 격분했고 보이콧을 의화단과 같은 폭력적인 공격으로 취급했으며 북경 정부에 중지를 요구했다. 시어도어 루스벨트 대통령은 의회에 해군 원정을 위한 특별 자금 지원을 요청했다. 워싱턴은 특히 서부 해안에 널리 퍼진 뿌리 깊은 반중국적 편견에 대응했기 때문에 배제법 완화를 고려하지 않았다. 이제 중국 민족주의를 비난하기 시작했다. 중국과 해외에서 중국인에게 미치는 영향은 광범위했다. 제인 라슨(Jane Larson)은 보이콧이 "중국에서 대중 정치와 현대 민족주의의 시작을 알렸다"고 주장한다. 이전에는 공유된 민족주의적 열망이 전 세계의 중국인을 정치적 행동에 동원하여 중국 이민자의 대의와 중국 민족의 운명에 합류한 적이 없었다."

### 냉전
제2차 중일전쟁 과 제2차 세계대전 동안 미국은 일본의 침략에 맞서 장개석 정권에 경제적, 군사적 지원을 제공했다. 특히 " 차이나 핸즈(China Hands) "(중국에 대한 지식으로 유명한 미국 외교관)도 국민당과 공산주의자 사이의 단결을 촉진하기 위해 옌안의 거점에서 마오쩌둥의 공산주의자들과 외교적 접촉을 시도했다. 그러나 국공내전 에서 공산당이 승리하고 장제스 정권이 대만으로 이전하면서 냉전이 시작되고 미국 정치에서 매카시즘 이 대두되면서 관계는 악화됐다. 미국은 처음에 장제스 정권이 빠르게 무너질 것으로 예상했지만, 중국과 미국은 1950~53년 한국에서 선전포고되지 않은 대규모 전쟁을 치렀고, 그 결과 해리 S. 트루먼 대통령은 봉쇄 정책을 옹호하기 시작했고 미국에 공산주의자들의 대만 침공 가능성을 저지하기 위한 함대 . 미국은 1979년까지 지속된 대만과 중미 상호 방위 조약에 서명했으며, 이 기간 동안 베이징의 공산 정부는 미국의 외교적 승인을 받지 못했다. 1950년까지 거의 모든 미국 외교 직원이 중국 본토를 떠났고 마오쩌둥의 정치적 목표는 중국 내에서 자본주의에 호의적일 수 있는 분파를 식별하고 파괴하는 것이었다.
마오쩌둥은 처음에 미국을 " 종이호랑이 " 타이완 점령군, "세계인민의 적이며 점점 고립되고 있는 자", "독점자본주의 집단"이라고 비웃었고, 미국 그러나 중소분열 과 중국과 소련 사이의 긴장 고조로 인해 리처드 닉슨 미국 대통령은 공산주의 중국과의 외교적 화해의 신호를 보내고 1972년 공식 방문을 시작했다 . 1979년 두 나라의 외교관계는 결국 회복되었다. 마오쩌둥이 죽은 후 덩샤오핑은 경제 개혁에 착수했고 적대감은 급격히 줄어들었고 대규모 무역과 투자, 문화 교류가 주요 요인이 되었다. 1989년 천안문 광장 시위 이후 미국은 중국에 경제 및 군사적 제재를 가했지만 공식적인 외교 관계는 계속되었다.

### 1990년부터
1993년 인허 사건 이후 반미 및 중국 민족주의 정서가 급증했다. 이 사건은 이란으로 향하는 화학 성분을 포함하고 있다고 주장되는 중국 선박이 미 해군에 의해 공해에서 억류되었지만 결국 몇 달 간의 검사 끝에 통과되었다. 1996년 제3차 대만해협 위기는 중국 정부가 이른바 중국 봉쇄 정책에 대해 우려하게 했고, 중국 정부가 믿었던 것처럼 중국과 대만 사이의 양자 관계에서 발생하는 주요 문제에 대해 미국이 책임이 있다고 보기 시작했다. 대만에 대한 미국의 지원은 중국을 약화시키려는 노력이다. 이 기간 동안 중국 지식인들 사이에서도 미국에 대한 환멸감이 있었고 중국은 아니라고 말할 수 있다(China Can Say No) 와 같은 인기 서적은 미국의 대중 외교 정책을 비판하고 풀뿌리 중국 민족주의를 조장했다. 1999년 5월 베오그라드에 있는 미국 대사관에 대한 미국의 폭격 으로 관계는 심각하게 긴장되었다. 이 사건은 미국 언론에서 정보 오류로 보도되었지만 여러 외국 소식통에서 인용되었고 많은 중국인들은 고의적이라고 믿었다. 폭격은 미국의 사과 부족과 함께 베이징과 다른 중국 주요 도시에서 대규모 시위로 이어졌다. 2001년에는 미국과 중국 항공기가 충돌해 중국 조종사가 사망하고 24명의 미국인 승무원이 구금된 하이난 섬 사건으로 외교 관계가 더욱 손상되었다.
중국 정부가 9.11 테러를 공식적으로 비난하는 동안, 워싱턴 포스트는 이 사건이 보도된 후 일반 대중들 사이에서 엇갈린 반응을 기록했다. 그리고 인터넷 채팅은 미국의 오만함에 대한 정당한 타격이라고 묘사하는 것에 대해 만족감을 표명했다.” 2개월 후 실시된 2001년 해리스 여론조사 에서도 베이징 응답자들은 일본, 한국, 미국 응답자들에 비해 테러에 대한 미국 정부의 군사적 조치를 훨씬 더 반대하는 것으로 나타났다. 그러나 중국의 대화는 주로 미국 국가 정책에 대한 복수에 초점을 맞추었고, 2002년에 9/11을 바탕으로 한 중국의 인터넷 이용자들에 대한 조사에서 "국제적 협력"이 테러와의 싸움을 위해 가장 선호되는 정책 중 하나였다는 사실도 밝혀졌다. 2019년 9/11 기념일에 대한 중국 언론 보도도 과거에 비해 이 주제를 논의할 때 온라인에서 더 절제된 수사법이 있어야 한다고 제안했다.

#### 오바마 행정부
2008년 미국 대통령 버락 오바마의 당선은 중국에서 긍정적인 반응을 불러일으켰고 일시적으로 미국에 대한 우호적인 시각이 증가했다. 이는 중국에 대한 미국의 외교 정책의 변화를 의미하기도 했다. 당시 국무장관 힐러리 클린턴은 "아시아로의 회귀" 또는 미국의 균형 재조정, 동아시아의 전략적, 경제적 이익, 특히 남중국해 에서 항행의 자유 순찰을 촉구했다. 이러한 움직임은 이 지역에서 중국의 이익에 대응하려는 시도로 널리 인식되었고, 이에 대응하여 중국군은 자체 방공 식별 구역을 만드는 등 이 지역에서 자체적인 증강을 시작했다. 최근 2009년 중국 은행 규제 위원회의 Luo Ping 국장은 미국의 자유방임적 자본주의를 비판하면서 미국 재무부가 돈을 찍어내고 미국 달러의 가치를 떨어뜨릴 때 미국이 싫다고 말했다. 이 때문에 중국의 미국 채권 매입 가치가 낮아졌다. 더욱이 중국의 지도자들은 중국을 서구의 간섭 세력에 대한 대안으로 제시한다. 2013년 조사에 응한 중국인의 53%가 미국에 대해 비호감적이었고 2016년에는 조사 대상자의 44%가 비호감적이었고, 50%는 호의적이었다.
2011년 홍콩 피닉스 텔레비전 이 실시한 중국 네티즌 50만 명을 대상으로 실시한 여론조사에 따르면 응답자의 60%가 오사마 빈 라덴의 죽음이 "그는 반미 전사"였기 때문에 슬픈 사건이라는 데 동의했다. 그러나 Public Radio International 의 또 다른 보고서는 중국 소셜 미디어에 대한 보다 다양한 반응을 기록했으며 대부분의 사용자가 그의 죽음에 관심이 없다고 언급했다.
중국 해커들은 또한 미국 기관에 대한 사이버 전쟁을 수행했다. Quartz는 Django Unchained 와 같은 특정 할리우드 영화가 미국 사회에 대한 부정적인 시각을 묘사했기 때문에 중국 영화 검열을 통과할 수 있다고 제안했다. 이 영화는 "중국 관리들이 미국의 비판에 맞서기 위해 사용하기를 좋아하는 노예제가 합법이었던 미국의 암흑기 중 하나를 묘사한다"고 주장한다.

#### 트럼프 행정부
도널드 트럼프 미국 대통령이 중국 언론이 한국전쟁 영화를 방영하는 등 중국과의 무역전쟁을 개시한 이후 반미감정이 크게 높아졌다. 2019년 5월 환구시보는 "현재 미국과의 무역전쟁은 중국이 한국전쟁 당시 중국과 미국 사이의 군사적 투쟁을 떠올리게 한다"고 말했다.
SET News 에 따르면 소수의 온라인 중국인들은 우한에서 발생한 코로나바이러스 발병이 미국이 실행한 유전자 바이오 공격 이라고 믿고 있다.

## 관련 자료
- 중국의 반일 정서
- 시노포비아

## 같이 보기
- 미국–중국 관계
- 중화인민공화국의 대외 정책
- 중국공산당 중앙위원회 대외연락부
- 중국봉쇄정책
- 중국의 반일 정서
- 중국의 반한 정서
- 미국의 인종차별
- 반중 감정